# Alfambra (kommunhuvudort)
Alfambra är en kommunhuvudort i Spanien.   Den ligger i provinsen Provincia de Teruel och regionen Aragonien, i den östra delen av landet, 230 km öster om huvudstaden Madrid. Alfambra ligger 1 044 meter över havet och antalet invånare är 648.
Terrängen runt Alfambra är platt åt nordväst, men åt sydost är den kuperad. Alfambra ligger nere i en dal. Trakten runt Alfambra är nära nog obefolkad, med mindre än två invånare per kvadratkilometer. Närmaste större samhälle är Villarquemado, 19,8 km väster om Alfambra. 